# Bertópolis
Bertópolis es un municipio brasileño del estado de Minas Gerais. Su población estimada en 2004 era de 4.503 habitantes en un área de 28,56 km², según datos del IBGE 2004.